# 根室標津駅

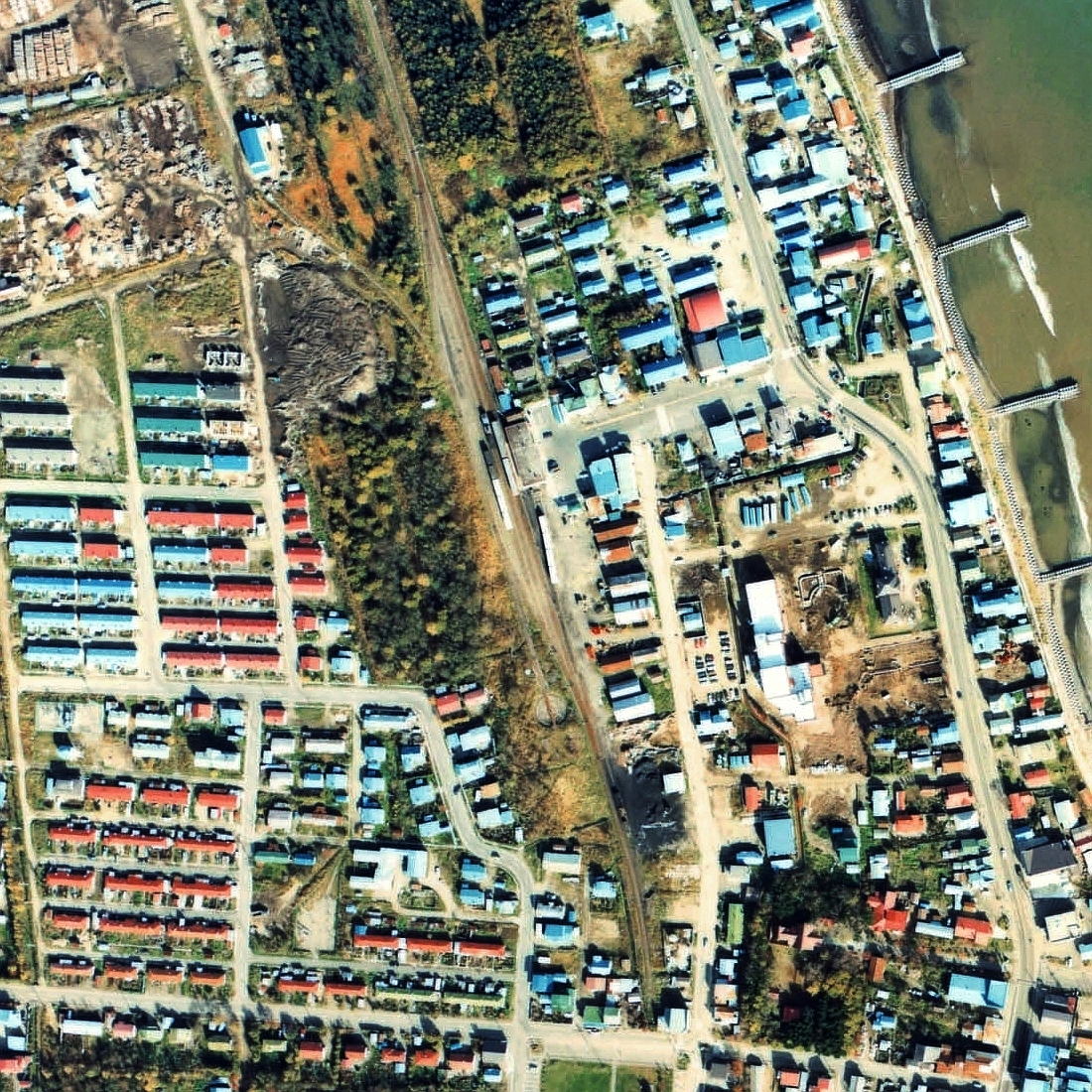
1977年の根室標津駅と周囲約500m範囲。既に機関区は撤去されて、転車台のみ残っている。

根室標津駅（ねむろしべつえき）は、北海道標津郡標津町字標津にあった北海道旅客鉄道（JR北海道）標津線の駅（廃駅）である。電報略号はネシ。事務管理コードは▲111708。

## 歴史
- 1937年（昭和12年）10月30日 - 国有鉄道標津線の駅として開業[1]。一般駅[1]。釧路機関区標茶支区根室標津駐泊所設置。
- 1967年（昭和42年）11月22日 - 駅舎改築[3]。
- 1980年（昭和55年）4月30日 - 貨物取扱い廃止[1]。
- 1984年（昭和59年）2月1日 - 荷物取扱い廃止[1]。
- 1987年（昭和62年）4月1日 - 国鉄分割民営化により、JR北海道に継承[1]。
- 1989年（平成元年）4月30日 - 標津線の廃止に伴って廃駅となる[1]。

### 駅名の由来
町名より。同音である宗谷本線士別駅との区別の為、旧国名「根室」を冠した。

## 駅構造
廃止時点では、単式ホーム1面1線の地上駅であった。駅舎は東側（海側）にあった。
貨物及び荷物取扱い廃止までは、ホーム南端東側に貨物積降場があったため切欠きホーム構造で、貨物積降線が1本南側から引き込まれていた。また、ホームの本線の他に西側に3本の留置線があり、その内一番西側の1本は入出区線となって構内南端西側に設けてあった転車台及び車庫へ延び、さらに全ての線が構内南端東側で1本に纏まって折返線となっていた。

## 利用状況
乗車人員の推移は以下のとおり。年間の値のみ判明している年については、当該年度の日数で除した値を括弧書きで1日平均欄に示す。乗降人員のみが判明している場合は、1/2した値を括弧書きで記した。
| 年度               | 乗車人員 | 乗車人員 | 出典  | 備考 |
| 年度               | 年間     | 1日平均  | 出典  | 備考 |
| ------------------ | -------- | -------- | ----- | ---- |
| 1978年（昭和53年） |          | 297      | [ 5 ] |      |

## 隣の駅
北海道旅客鉄道
標津線
川北駅 - 根室標津駅

## 駅周辺
- 標津町役場
- 中標津警察署標津駐在所
- 標津郵便局
- 大地みらい信用金庫標津支店
- 標津神社（江戸時代創建）
- 阿寒バス「標津営業所」停留所

## 現状

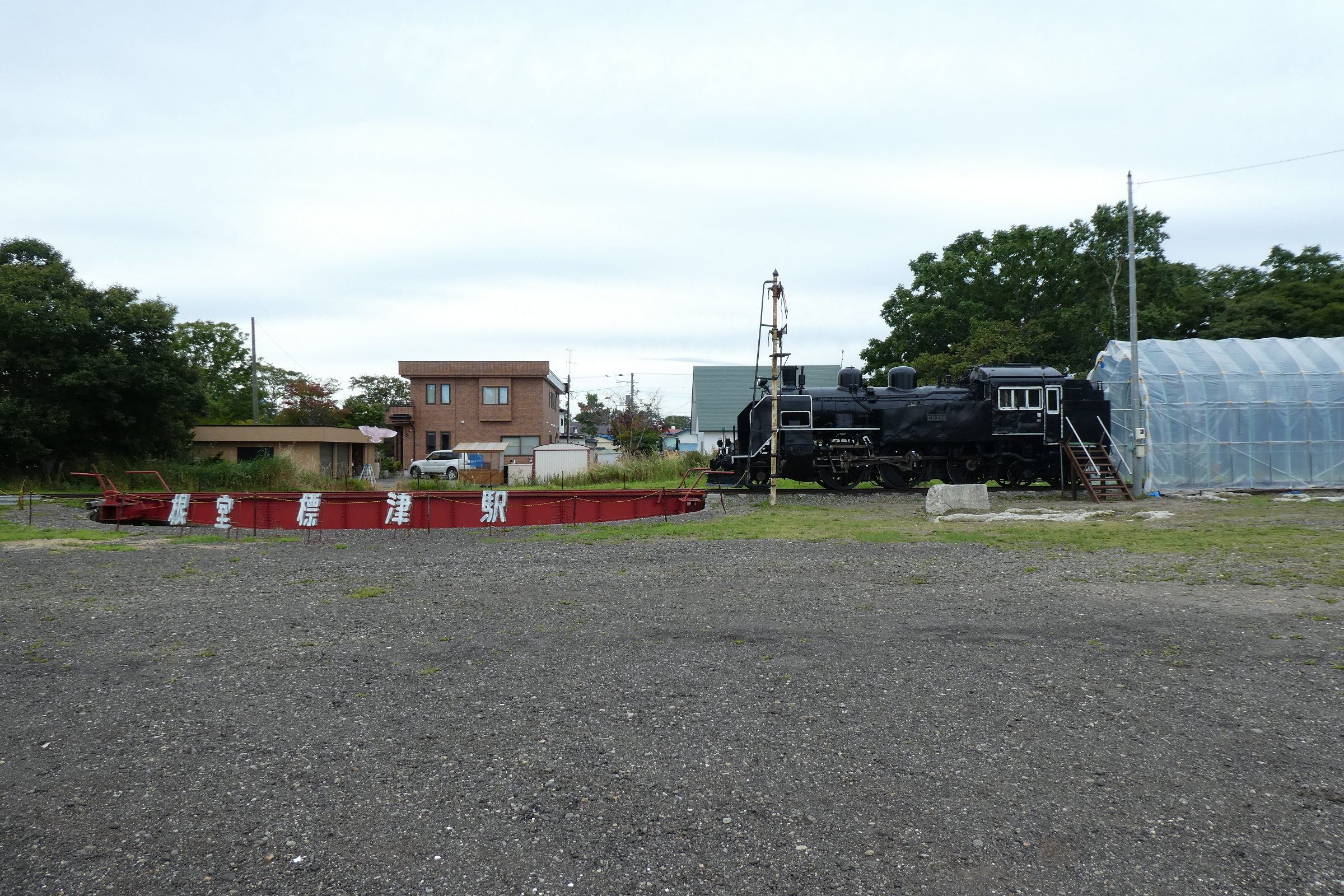
2019年9月の転車台の状況

廃線後しばらくは閉鎖された駅舎とキハ22が2両（116,117）残っていた。当初は駅舎を鉄道資料館に転用のうえキハ22を保存展示する計画もあったが頓挫、荒廃が著しくなったため撤去された。その後は旧駅前の北海道道737号標津停車場線と旧駅裏の町道を繋げるために線路が土に埋められたりした。
転車台は、地元の建設業者らが2017年に保存会を結成。クラウドファンディングも含めて修繕し、同年8月にはやや離れた文化ホールに保存されていた国鉄C11形蒸気機関車（C11 224）をクレーンで大型トレーラートラックに積載して搬送、入出区線終端に移設。人力で転車台を回すイベントを開くなど観光に活用している。
2023年10月14日には埋められた線路の発掘イベントが保存会により行われ、翌日には分岐器などの存在が確認された。今後はトロッコの走行を目指している。